# Danh sách thiên thể ngoài Sao Hải Vương

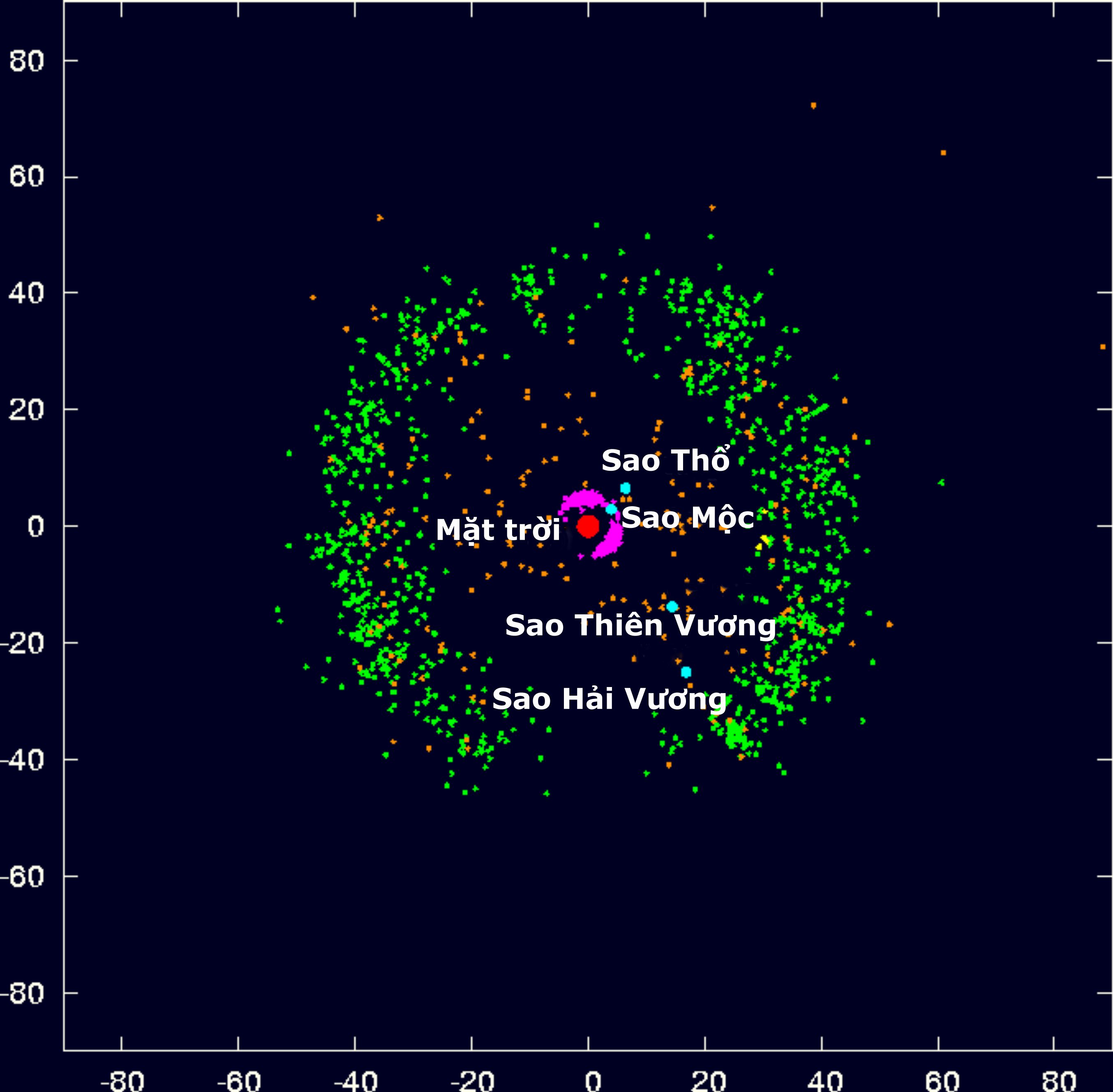
Phân bố những TNO

Tính đến nay, đã có rất nhiều thiên thể ngoài Hải Vương tinh được khám phá. Danh sách sau đây liệt kê một vài vật thể đã biết, bao gồm cả hành tinh giả thuyết hành tinh thứ chín.

## Hành tinh lùn
- Pluto
- Eris
- Haumea
- Makemake

## Vệ tinh tự nhiên

Những plutoid

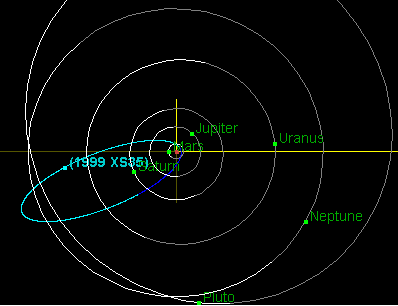
Quỹ đạo của damocloid 1999 SX35

- Charon
- Tập tin:EightTNOs.pngNhững plutoidNix
- Hydra
- Styx
- Kerberos
- Dysnomia
- Namaka
- Hiʻiaka
- S/2015 (136472) 1Quỹ đạo của damocloid 1999 SX35Ilmare
- Actaea
- Vanth
- Weywot
- Xiangliu
- S/2012 36828 Huya 1

## Ứng cử viên hành tinh lùn
- Cung Công
- Máni

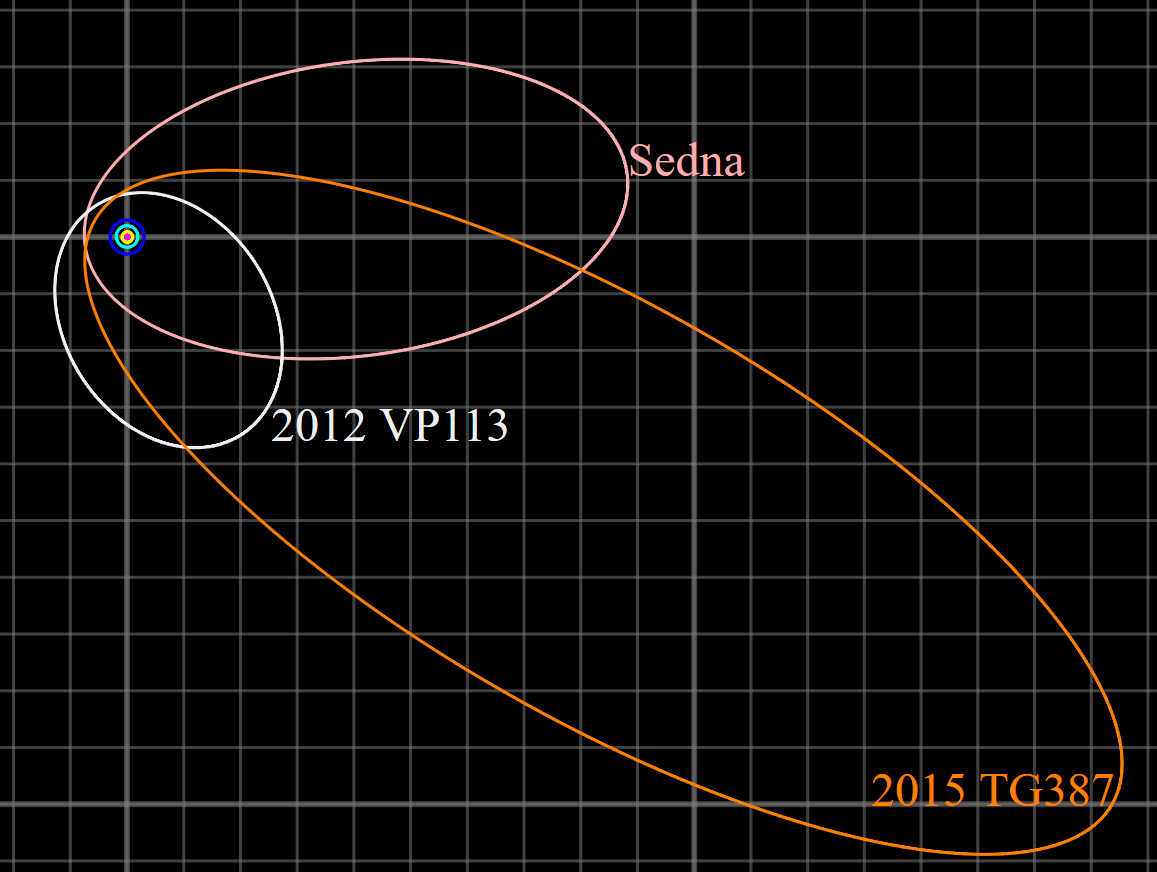
Quỹ đạo của các sednoid

- Salacia
- Varuna
- Ixion
- Orcus
- Quỹ đạo của các sednoidQuaoar
- Sedna

## Thiên thể có tên khác
- Lempo
- Huya
- Varda

## Sednoid
- Sedna
- 2012 VP113
- 2015 TG387

## Damocloid
- Damocles
- 1996 PW
- 2002 RN109
- 2005 VX3
- 2017 MB7

## Thiên thể khác
- 2007 TG422
- 2010 GB174
- 2013 FT28
- 2013 RF98
- 2013 SY99
- 2014 FC72
- 2014 FE72
- 2014 FZ71
- 2014 MU69
- 2014 OS393
- 2014 PN70
- 2014 SR349
- 2015 FJ345
- 2015 KG163
- 2015 RX245
- 2018 VP18
- 2018 AG37

## Centaur
- 1996 TL66
- 1996 TP66
- 1992 QB1

## Hành tinh giả thuyết
- Hành tinh thứ chín